# Herb gminy Janowice Wielkie
Herb gminy Janowice Wielkie – symbol gminy Janowice Wielkie.

## Wygląd i symbolika
Herb przedstawia na tarczy w polu czerwonym zielone trójwzgórze, a na nim biały zamek z zamkniętymi wrotami, dwiema basztami i sześcioma czarnymi oknami. Pomiędzy basztami umieszczono biały kartacz z ładunkiem wybuchowym skierowanym w górę oraz lotkami z pierza wzdłuż promienia.